# Jung Jae-sung
Pour les articles homonymes, voir Jung et Chung.
Dans ce nom coréen, le nom de famille, Jung, précède le nom personnel.
Jung Jae-sung (ou Chung Jae-sung) est un joueur de badminton sud-coréen né le 25 août 1982 à Jeonju (Corée du Sud) et mort le 9 mars 2018 à Hwaseong (Corée du Sud).

## Carrière
Jung Jae-sung est médaillé de bronze en double masculin avec Lee Yong-dae en badminton aux Jeux olympiques d'été de 2012 à Londres. Il est vice-champion du monde en 2007 et en 2009. Il a pris sa retraite après les Jeux Olympiques 2012.

## Mort
Jung Jae-sung est mort d'une crise cardiaque le 9 mars 2018 à Hwaseong (Corée du Sud).